# Čërnaja Kalitva
La Čërnaja Kalitva (in russo Чёрная Калитва?) è un fiume della Russia europea meridionale (oblast' di Belgorod e di Voronež), affluente di destra del Don.
Il fiume ha origine nell'oblast' di Belgorod; scorre attraverso una cascata di strutture idrauliche vicino ai villaggi di Žukovo e Varvarovka. Scorre in direzione sud-est attraversando la città di Rossoš' e sfocia nel Don a 1 105 km dalla foce. Ha una lunghezza di 162 km; l'area del suo bacino è di 5 750 km². L'affluente maggiore è il Rossoš' (lungo 70 km) proveniente dalla sinistra idrografica, che confluisce nella Čërnaja Kalitva all'altezza della città omonima.